# Sant Pere de Prada
Sant Pere de Prada és l'església parroquial catòlica de la vila de Prada, a la comarca del Conflent, de la Catalunya del Nord. És un monument declarat dins del patrimoni francès.
Està situada al bell mig del nucli primitiu, la cellera, de la vila de Prada.
D'origen romànic, com ho testifica el campanar i algunes restes de la nau i de l'absis, l'església va ser reconstruïda als segles xvii xviii.

## Història
La vila de Prada és documentada des de l'any 843, quan Carles el Calb la donà a Sunifred I d'Urgell i de Cerdanya. Abans de cinc anys després el comte la donava a l'abadia de Santa Maria de la Grassa. El 865, però, aquesta donació entrà en litigi, atès que va ser impugnada pel comte Salomó, successor de Sunifred. En un judici celebrat al Castell de Sant Esteve de Pomers, es va donar la raó als arguments adduïts per l'abat de la Grassa, que va presentar la carta de donació, que incloïa la vila de Prada, el lloc de Mata i totes les esglésies dels seus termes. El 878, però, els fills de Sunifred I, Sesenanda, Sunifred, Guifré, Radulf i Miró, complementaven la donació incloent-hi un alou que era dels seus pares, també a Prada, que incloïa l'església de Sant Salvador.
Les esglésies esmentades dins de l'alou de Prada donat a la Grassa eren les de Sant Pere, Sant Salvador, Sant Joan, Sant Gervasi i Sant Cels. La major part són desaparegudes, algunes d'ells des de molt antic, perquè ja no tornen a ser documentades, com les dues darreres, però d'altres, com Sant Salvador i Sant Joan apareixen almenys fins al segle xiii. La pertinença a la Grassa va continuar fins a l'amy 1588.
A principis de l'edat moderna, l'augment de la població va fer que l'edifici arribé a ser massa petit, i el 1605 el bisbe d'Elna va determinar la ubicació de la nova església. El treball va començar el 1606 (data de la primera pedra) i va acabar al voltant del 1749 (pedra datada del transsepte nord), amb una construcció de tradició gòtica.
La façana occidental està decorada amb una sèrie d'arcs provinents del claustre de la propera abadia de Sant Miquel de Cuixà.
L'edifici es va classificar com a monument històric l'any 1948.

## Descripció

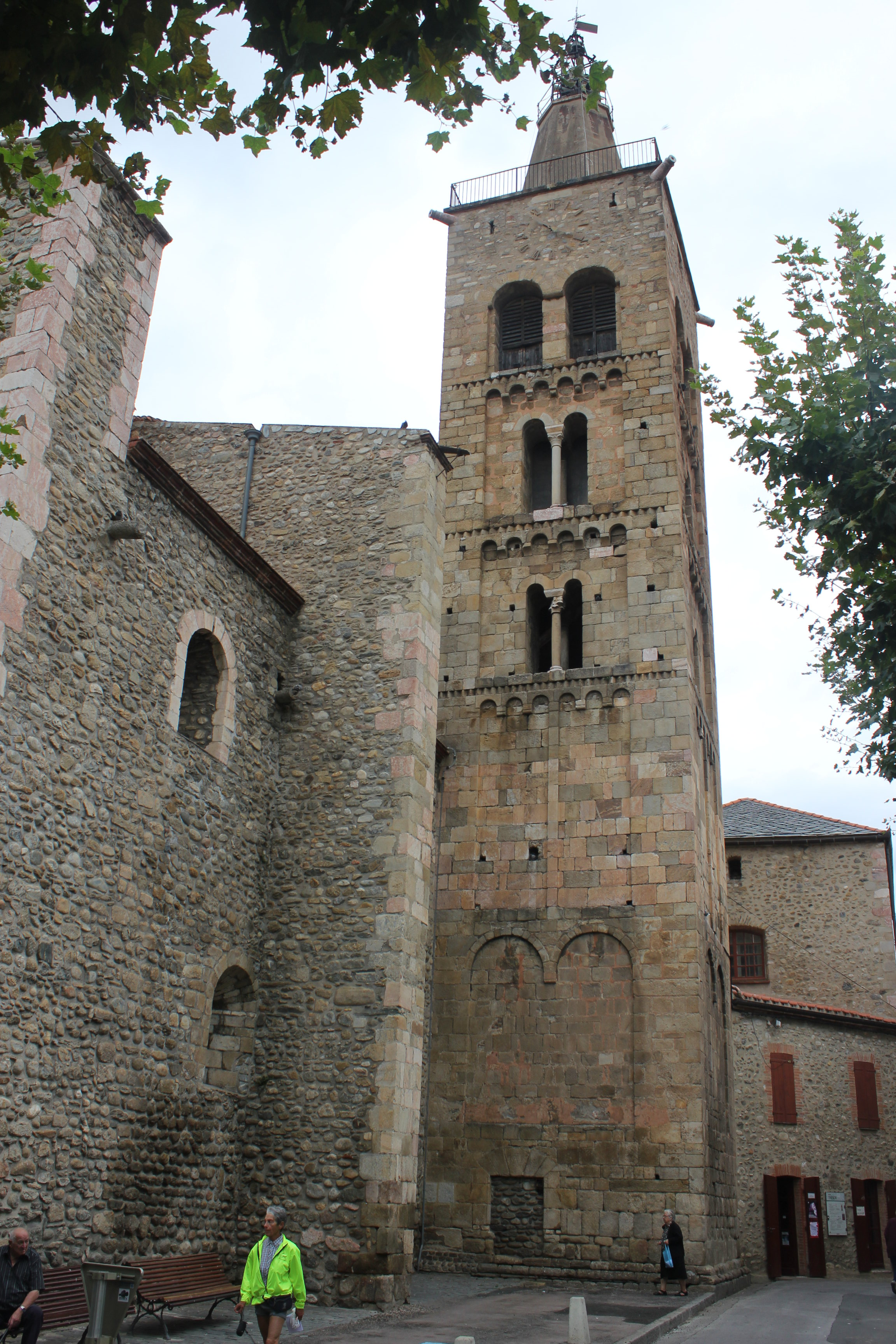
Campanar i mur meridional, elements romànics de l'església

### L'edifici romànic
Romanen dempeus alguns dels elements del temple romànic del segle xii de Sant Pere de Prada. A la façana meridional hi ha el campanar romànic, del segle xii, d'uns 30 metres d'alçada. La torre es divideix en cinc nivells separats per arcades i lesenes. Només els tres últims nivells estan dotats de finestres geminades; els dos nivells inferiors suporten el pes de la torre sense obertures. La part més alta és un afegitó modern, com ho mostra la diferència en l'obra, molt més rudimentària, respecte de les pedres acuradament afegides de l'època del romànic. A més, el mur meridional entre la façana occidental i el campanar encara conserva dues obertures semicirculars romàniques, una de les quals està obstruïda.
Els finestrals romànics del tercer i quart nivell del campanar són geminats, amb els arcs recolzats en parells de columnes. Els capitells presenten una decoració senzilla, quasi esquemàtica, ja que només s'hi insinuen unes fulles grosses, en alguns casos, amb unes volutes també poc definides; són senzillament bisellats als angles. Són diferents les finestres, també geminades, del cinquè nivell. En aquest cas no hi ha columnes cilíndriques amb capitells, sinó una columna grossa de planta quadrada a cada costat, amb un capitell corresponent a aquesta mida grossa, que en els costats de migdia i de llevant presenten unes fulles lanceolades grosses en els angles i unes altres al centre de cada cara, i en el de ponent, un registre inferior llis amb una faixa horitzontal al centre i un de superior fet de grans fulles llises.

### L'edifici de tradició gòtica
L'edifici del segle xvii va ser construïda seguint la tradició de l'estil gòtic. És de dimensions imponents: 43 metres de llarg per 13 metres d'ample i 17 metres d'alçada, cobert amb voltes de creueria de traça gòtica. El segle xviii fou encara engrandida amb dues capelles a mode de transsepte.

## Mobiliari

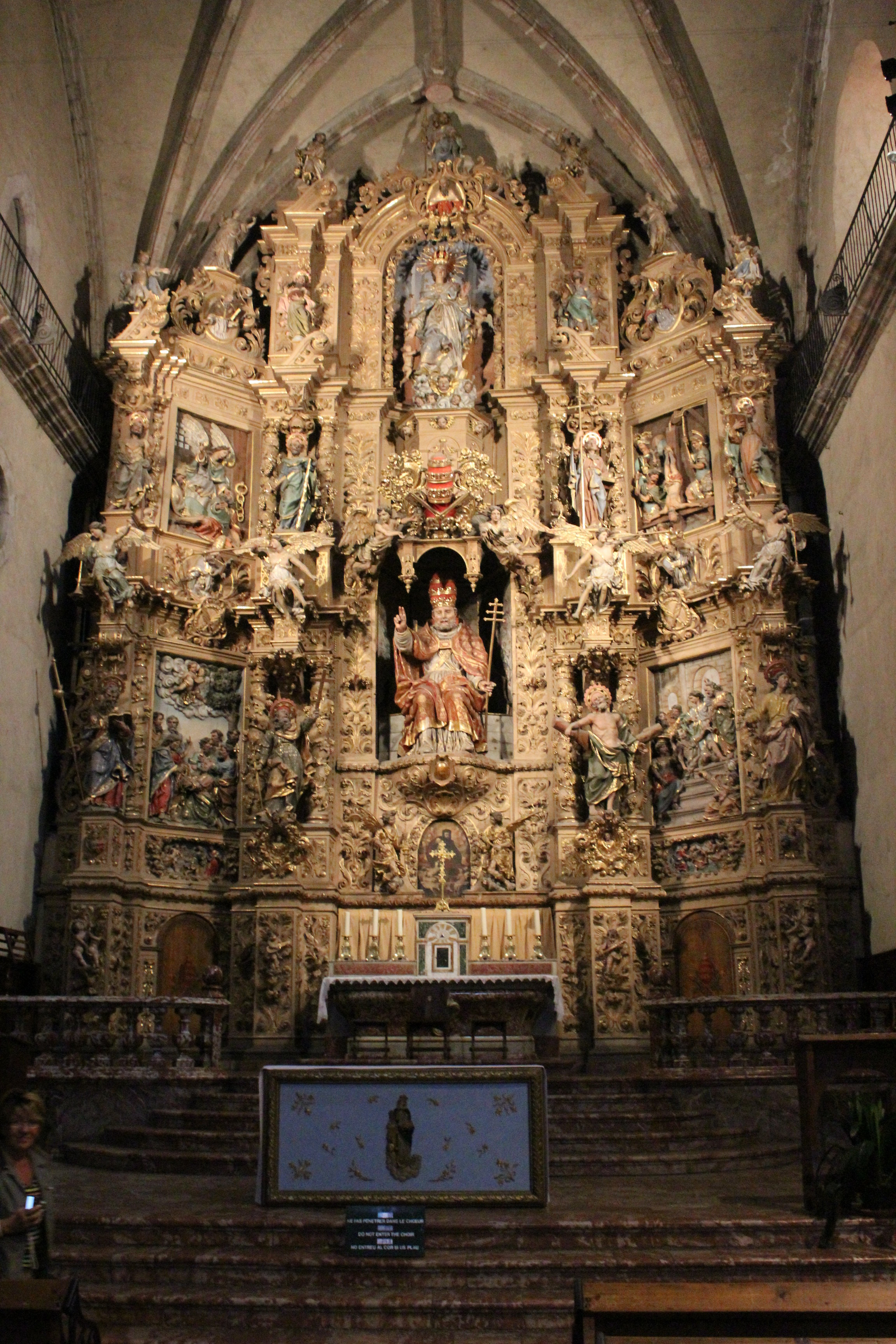
Retaule de l'altar major dedicat a Sant Pere (1697-1699), de l'escultor Josep Sunyer

L'església conserva mobiliari barroc, incloent l'imponent retaule de Sant Pere de l'altar major, del segle xvii ( Classificat MH), considerat un dels més grans de França. Es deu a l'escultor català Josep Sunyer i Raurell; es va completar l'any 1699. També hi ha un orgue de tribuna construït el 1818 pels germans Honoré i Antoine Grinda ( Classificat MH).
El mobiliari també inclou:
- Un retaule de la Mare de Déu, atribuït a Honoré Rigau, del segle xvii ( Classificat MH)[8]
- Un retaule de la Trinitat, de Lluís Generes, del segle xviii ( Classificat MH)[9]
- Un retaule de Crist del segle xvii. L'estatueta del Crist del tabernacle va ser robada el 1971, i posteriorment retornada ( Classificat MH)[10]
- Un retaule de Sant Benet del segle xvi, procedent de l'altar major de l'església de l'abadia de Sant Miquel de Cuixà ( Classificat MH)[11]
- Un retaule de Nostra Senyora del Mont Carmel, del segle xviii ( Classificat MH)[12]

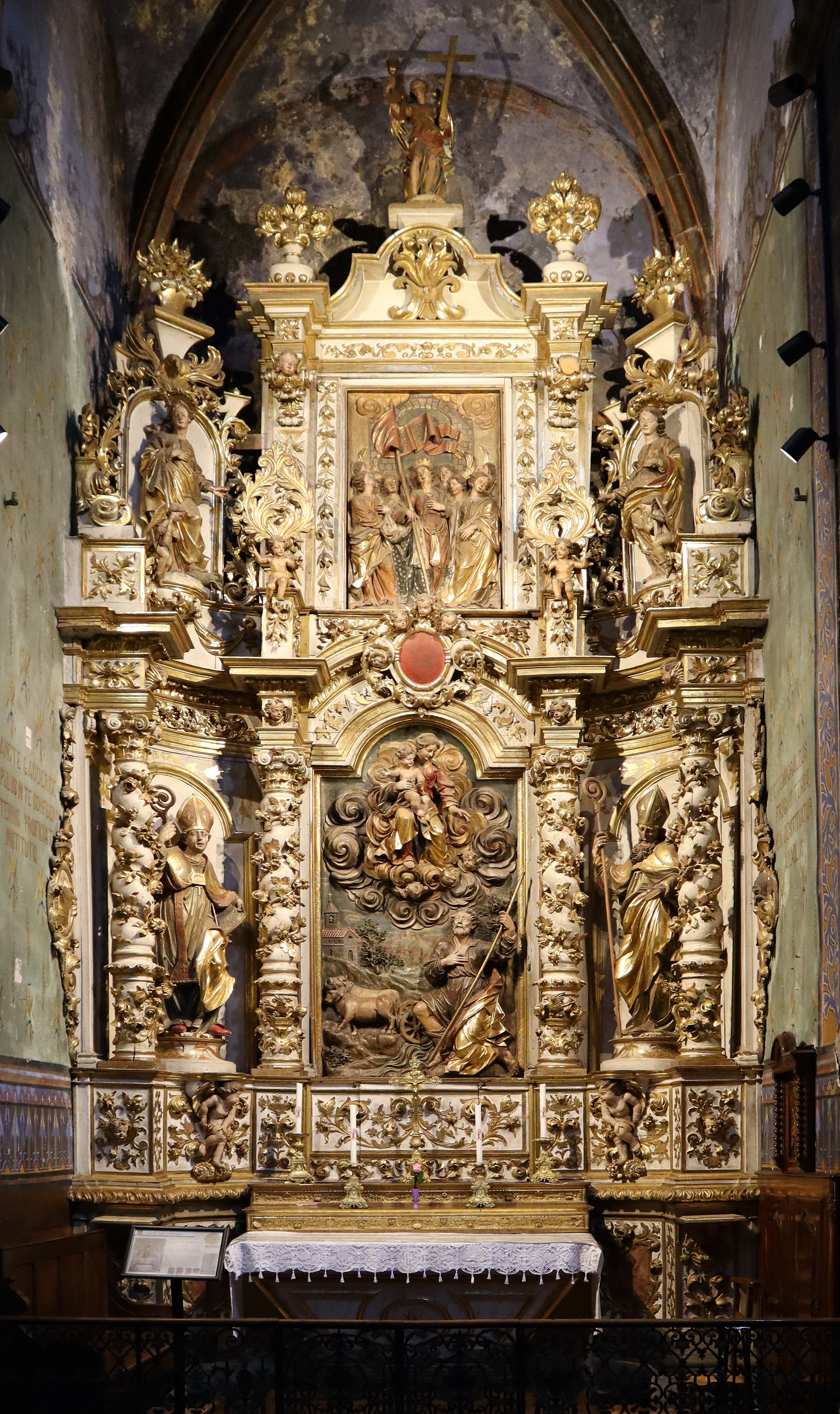
Retaule de Sant Galderic

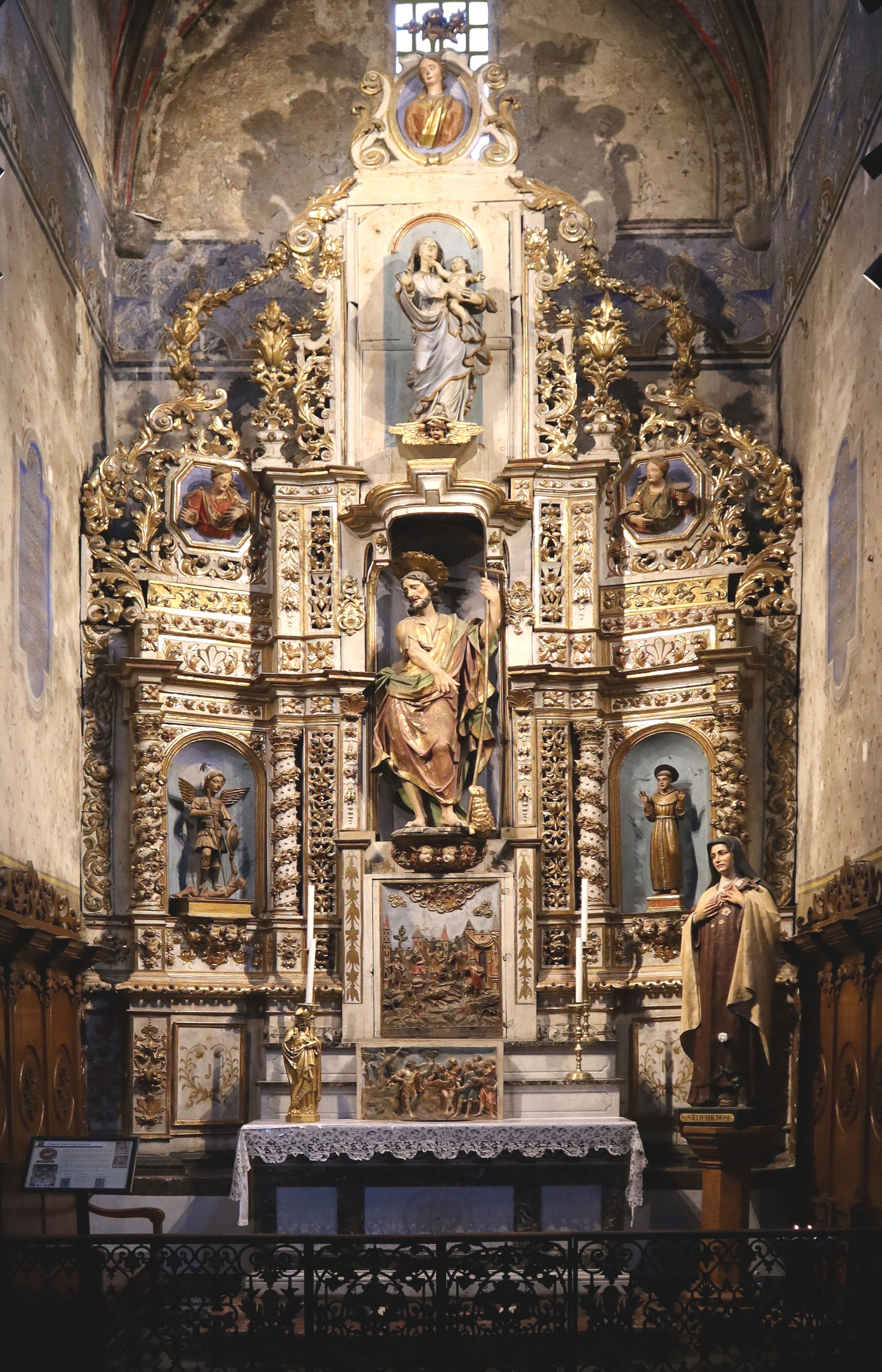
Retaule de Sant Joan Baptista

- Un retaule de Sant Galderic, possiblement de Sunyer, de 1714 ( Classificat MH)[13]
- Un retaule de Sant Joan Baptista, de principis del segle xviii ( Classificat MH)[14]
- Un bust-reliquiari de Sant Nazari del segle xv, provinent de l'abadia de Sant Miquel de Cuixà ( Classificat MH)[15]
- Un bust-reliquiari de Sant Valentí del segle xv, provinent de l'abadia de Sant Miquel de Cuixà ( Classificat MH)[16] que conté el cap del sant que va aconseguir l'abadia al segle x[17]
- Un reliquiari de la Veracreu, sens dubte per l'argenter Joseph Douzet, de 1721 ( Classificat MH)[18]
- Un calze de l'orfebre Bonaventura Vaquer, del convent de les Carmes de Prada, del segle xviii ( Classificat MH).[19]
- Un calze de l'orfebre Joan Angeli, del segle xviii ( Classificat MH).[20]
- Un calze de l'orfebre Jean Lacère I, del segle xviii ( Classificat MH)[21]
- Una estàtua de la Mare de Déu amb Nen, anomenada Notre-Dame-de-la-Volta, del segle xiv ( Classificat MH)[22]
- Una estàtua de Crist crucificat, anomenada Le Christ noir, del segle xvi ( Classificat MH)[23]
- Tres estàtues del segle xviii (Mare de Déu del Rosari, Sant Domènec i Santa Caterina) integrades en un retaule de 1844 ( Classificat MH)[24]
- Una estàtua de processó de la Mare de Déu amb nen, amb el seu suport, del segle xviii ( Classificat MH)[25]
- Un grup esculpit de la Mare de Déu de la Pietat, del segle xviii ( Classificat MH)[26]
- Una custòdia, per l'orfebre Jean Colomer, de 1759 ( Classificat MH)[27]
- Un tabernacle de principis del segle xviii, del convent dels Caputxins de Prada ( Classificat MH)[28]
- Dues pintures del cap de l'apòstol, de Jacques Gamelin, de finals del segle xviii ( Classificat MH)[29][30]
- Una pintura de Santa Margarida aixafant el drac, per Antoni Guerra el jove, de principis del segle xviii ( Classificat MH)[31]
- Dues pintures exvot de la Mare de Déu, un de 1669 i l'altre de 1750 ( Classificat MH)[32][33]
- Un grup de set estàtues que representen l'enterrament de Jesús: el Crist és del segle xv o segle xvi, i els altres personatges del segle xvii ( Classificat MH)[34]
- Una pintura de Sant Josep amb nen i el Déu Pare, per Antoni Guerra (pare), amb un quadre del fuster Frigola, de 1707 ( Classificat MH).[35]